# União Congregacional da Nova Zelândia
A União Congregacional da Nova Zelandia (Congregational Union of New Zealand - CUNZ), é uma denominação que em 2009 reunia treze igrejas congregacionais na Nova Zelândia.
O Congregacionalismo surge na Nova Zelândia por volta de 1840. A primeira Igreja Congregacional em Auckland foi fundada em 1851, em 1862 foi fundada em Dunedin, e em 1864 em Christchurch. A CUNZ foi formada em 1884.
Por volta de 1920, a CUNZ aproximou-se da Igreja Presbiteriana, tendo em vista a união entre as duas denominações, mas depois desistiu até que os metodistas pudessem se juntar a essa fusão também. Em 1969 houve uma grande divisão na CUNZ, na qual a maioria de suas congregações e ministros optaram por aderirem à Igreja Presbiteriana. Um número reduzido de congregações permaneceram fiéis ao regime congregacionalista.
A CUNZ é filiada à Fraternidade Mundial Evangélica Congregacional.

## Ligações Externas
- União Congregacional da Nova Zelãndia